# Le Soupçon (film, 1991)
Pour les articles homonymes, voir Le Soupçon.
Pour plus de détails, voir Fiche technique et Distribution.
Le Soupçon (Der Verdacht) est un film dramatique allemand réalisé par Frank Beyer, sorti en 1991. Il s'agit d'une adaptation du roman Unvollendete Geschichte écrit par Volker Braun en 1990.

## Fiche technique
- Titre original : Der Verdacht
- Titre français : Le Soupçon[2]
- Réalisateur : Frank Beyer
- Scénario : Ulrich Plenzdorf
- Photographie : Peter Ziesche (de)
- Montage : Lotti Mehnert (de)
- Musique : Günther Fischer (de)
- Sociétés de production : Deutsche Film AG, Westdeutscher Rundfunk
- Pays de production :  Allemagne
- Langue de tournage : allemand
- Format : Couleur Eastmancolor - 1,66:1 - 35 mm
- Durée : 97 minutes (1h37)
- Genre : Drame
- Dates de sortie :
  - Allemagne : 10 octobre 1991 (dans les salles)

## Distribution
- Christiane Heinrich (de) : Karin
- Nikolaus Gröbe (de) : Frank
- Michael Gwisdek : le père de Karin
- Christine Schorn : la mère de Karin
- Marie Anne Fliegel (de) : la mère de Frank
- Ulrike Krumbiegel (de) : Irina, la sœur de Karin
- Veit Schubert (de) : le beau-frère de Karin